# غلينتوران
غلينتوران هو نادي كرة قدم في أيرلندا الشمالية تأسس في 1882. يلعب في دوري أيرلندا الشمالية الممتاز.

## وصلات خارجية
- الموقع الرسمي